# レイ・コリンズ (ミュージシャン)
レイ・コリンズ（Ray Collins、1936年11月19日 - 2012年12月24日）は、アメリカ合衆国の音楽家。ヴォーカリスト。フランク・ザッパが率いたザ・マザーズ・オブ・インヴェンション（The Mothers of Invention）のオリジナル・メンバーである。

## 経歴
カリフォルニア州ポモナ出身。警察官の息子として育ち、学校の合唱団で歌っていた。結婚を理由に、通っていた高校を中退した。1950年代後半から音楽のキャリアを始め、1960年代前半にかけて、ロサンゼルス周辺で、Little Julian Herrera and the Tigers をはじめ様々なドゥワップ・グループの助っ人として、ファルセットのコーラスを歌った。
1962年、ザッパに出会い、彼に誘われてクカモンガにあるパル・レコーディング・スタジオで共同でレコーディングを行なった。両者は1963年にNed and Neldaの名義でシングル'Hey Nelda'、Baby Ray and The Fernsの名義でシングル'How's Your Bird'を発表。また'Memories of El Monte'という楽曲を共作。ザッパはこの曲を当時西海岸で人気があったディスク・ジョッキーのアート・ラボーに聴かせると、ラボーはこの曲を気に入って、ドゥーワップ・グループのザ・ペンギンズが録音することを提案した。ザ・ペンギンズはザッパをプロデューサーに迎えて、パル・レコーディング・スタジオでこの曲を録音して、1963年にシングルとして発表した。また別の共作'Everytime I See You'はドゥーワップ・デュオのザ・ハートブレイカーズのシングルとして1963年4月に発表された。
1964年、ジミー・カール・ブラック（ドラムス）、ロイ・エストラーダ（ベース・ギター）、デイヴ・コロナード (Dave Coronado、サクソフォーン)、レイ・ハント (Ray Hunt、ギター) とザ・ソウル・ジャイアンツ (The Soul Giants) というR＆Bバンドを結成して、ポモナのザ・ブロードサイドというバーで有名な曲を演奏するようになった。まもなくハントが脱退したので、コリンズは旧知のザッパに電話してザ・ソウル・ジャイアンツに勧誘した。ザッパを迎えたコリンズ達は他人の曲ではなくオリジナル曲を演奏しようというザッパの提案を受け入れてザッパの作品を演奏するようになり、仕事を失う事を恐れて唯一人反対したコロナードは去っていった。
コリンズ、ザッパ、ブラック、エストラーダの4名は、1965年5月にバンド名をザ・マザーズ（The Mothers）に変更し、より多くの機会を求めてハリウッドに移り、様々な新メンバーが短期間で次々に入れ替わる中を活動を続けた。コリンズは1966年初めにザ・マザーズを脱退したが直ぐに再加入し、彼等は同年3月1日にMGMレコードの子会社であるヴァ―ヴ・レコードと契約を結んで、デビュー・アルバム『フリーク・アウト!』を制作。同年6月にアルバムを発表するにあたって、バンド名を変えるようにというMGMレコードの要求に応じて、ザ・マザーズ・オブ・インヴェンション（The Mothers of Invention）と名乗った。
彼は1967年9月の終わりから10月の初めに行なわれた初のヨーロッパ・ツアーの前後に再び脱退と再加入を繰り返した。そして1968年のアメリカ・ツアーの後、同年8月に最終的にザ・マザーズ・オブ・インヴェンションを脱退した。在籍中、『フリーク・アウト!』（1966年）、『アブソリュートリー・フリー』（1967年）、『クルージング・ウィズ・ルーベン&ザ・ジェッツ』（1968年）などのアルバムでリード・ヴォーカルをとった。『フリーク・アウト!』の'Go Cry on Somebody Else's Shoulder'と『クルージング・ウィズ・ルーベン&ザ・ジェッツ』の'Fountain of Love'はザッパとの共作、『クルージング・ウィズ・ルーベン&ザ・ジェッツ』の'Deseri'はパル・レコーディング・スタジオの所有者だったレコーディング・エンジニアのポール・バフとの共作、『クルージング・ウィズ・ルーベン&ザ・ジェッツ』の'Anything'は彼の単独作である。
脱退後、1970年代半ばまで、ザッパのプロジェクトの幾つかに参加した。
2012年12月24日、カリフォルニア州クレアモントで76歳で他界。

## ディスコグラフィ

### ザ・マザーズ・オブ・インヴェンション
ザッパの生前に発表されたものに限る。
オリジナル・アルバム
- 『フリーク・アウト!』– Freak Out! (1966年）
- 『アブソリュートリー・フリー』– Absolutely Free (1967年）
- 『クルージング・ウィズ・ルーベン&ザ・ジェッツ』– Cruising With Ruben & The Jets (1968年）
- 『アンクル・ミート』– Uncle Meat (1969年）
- 『いたち野郎』– Weasels Ripped My Flesh (1970年）

編集アルバム
- 『マザーマニア』– Mothermania（1969年）

### フランク・ザッパ
ザッパの生前に発表されたものに限る。
オリジナル・アルバム
- 『ランピー・グレイヴィ』– Lumpy Gravy (1968年）
- 『アポストロフィ (')』– Apostrophe (') (1974年）

編集アルバム
- 『オールド・マスターズ・ボックス1』 – The Old Masters Box One (1985年)
- 『オールド・マスターズ・ボックス2』 – The Old Masters Box Two (1986年)
- 『オン・ステージ Vol.5』 – You Can't Do That On Stage Anymore Vol. 5 (1992年)

### その他

#### Little Julian Herrera and the Tigers
- I Remember Linda / True Fine Mama (1958年）[4]

#### Ned and Nelda
- Hey Nelda / Surf Along (1963年）[6]

#### Baby Ray and The Ferns
- How's Your Bird / The World's Greatest Sinner (1963年）[8]

#### 編集アルバム
- クカモンガ（1998年）

## フィルモグラフィ
引用文献に基づく。
- Video from Hell（1987年）[19][20]
- Uncle Meat（1987年）[21][22]